# 臨時
| ウィキペディアには「臨時」という見出しの百科事典記事はありません（タイトルに「臨時」を含むページの一覧/「臨時」で始まるページの一覧）。 代わりにウィクショナリーのページ「臨時」が役に立つかもしれません。 |